# Кемъяр
Кемъяр — посёлок в Сыктывдинском районе Республики Коми Российской Федерации. Входит в состав сельского поселения Яснэг.

## География
Стоит на реке Кем, при её впадении в реку Лэпъю. 

## История
Отмечен на топографических картах 1940-х годов как бараки Кымъяр. 
Официально зарегистрирован в 1957 году. 
С 30 марта 1957 года до 5 сентября 1967 года — центр Лопьинского сельсовета, затем до 5 апреля 1973 года — центр Кемьярского сельсовета.

## Население
| 1989 | 2002 | 2010 |
| ---- | ---- | ---- |
| 502  | ↘292 | ↘189 |

## Инфраструктура
Кемъярский ФАП, клуб п. Кемъяр, отделение почтовой связи Кемъяр 168219.

## Транспорт
Кемъяр доступен автотранспортом.